# Antic Dispensari (Amer)
L'Antic Dispensari és una casa d'Amer (Selva) inclosa a l'Inventari del Patrimoni Arquitectònic de Catalunya.

## Descripció
Immoble de tres plantes, entre mitgeres, mancat de coberta arran de les obres que s'estan efectuant en aquest sector, que tenen com a finalitat principal dotar a l'edifici d'un nou sistema de cobertura més eficaç i pràctic. Està ubicat al costat esquerre del carrer d'Avall.
L'immoble està estructurat internament en dues crugies. La planta baixa consta de dues obertures de similar tipologia, és a dir dos portals d'accés rectangulars, mancats dels muntants o brancals de pedra i equipats únicament amb una gran llinda monolítica de grans proporcions. Sengles llindes d'ambdos portals, estan complementades amb dues inscripcions molt interessants: així, en la llinda del portal dret, podem apreciar la data de "1 7 + 3 8" i entremig una creu sobre un pedestal. Mentre que en la llinda del portal esquerre es pot llegir la següent inscripció: "BALDR PADROSA ME / FECIT 1738".
L'espia físic del primer pis, l'ocupa en la façana una finestra rectangular equipada amb llinda monolítica i muntants de pedra ben treballats i escairats.
Pel que fa al segon pis, aquest ha desaparegut parcialment del mapa arran de les obres de construcció de la nova teulada. Tot i això, contemplant fotografies antigues com la de la fitxa del Servei de Patrimoni núm. 26751, es pot apreciar que en aquest segon pis tan sols hi havia una finestra quadrangular irrellevant, que no havia rebut cap tractament destacat ni singular. L'únic element a ressenyar, era la cornisa formada per un ràfec de quatre fileres: la primera de rajola en punta de diamant, la segona de rajola plana, la tercera de teula i la quarta de teula girada.
Remarcar, a mode d'apunt, que el material preponderant en les llindes i muntants de les diferents obertures, és la pedra, concretament la pedra sorrenca.